# Casa Kendal
A Casa Kendal foi uma propriedade histórica localizada perto do rio Tamisa em Isleworth, então a oeste de Londres. Foi construída para uso de Melusine von der Schulenburg, duquesa de Kendal, que havia sido amante de Jorge I por muito tempo. Após a morte do rei em 1727, ela não podia continuar a morar em residências reais como o Palácio de Kensington. Assim, foi construída como uma villa ribeirinha no estilo palladianismo. Um dos muitos edifícios localizados na área, incluindo Marble Hill House, construído na mesma época para Henrietta Howard, uma amante descartada de Jorge II.